# 152
152（百五十二、ひゃくごじゅうに）は自然数、また整数において、151の次で153の前の数である。

## 性質
- 152は合成数であり、約数は 1, 2, 4, 8, 19, 38, 76, 152 である。
  - 約数の和は300。
    - このうち152を除いた約数の和は148であり、不足数。
- 1/152 = 0.006578947368421052631…（下線部は循環節で長さは18 ）
  - 逆数が循環小数になる数で循環節が18になる8番目の数である。1つ前は133、次は171。
- 49番目のハーシャッド数である。1つ前は150、次は153。
  - 8を基としたときの3番目のハーシャッド数である。1つ前は80、次は224。
- 152 = 33 + 53
  - 2つの正の数の立方数の和で表せる13番目の数である。1つ前は133、次は189。(オンライン整数列大辞典の数列 A003325)
  - 異なる2つの正の数の立方数の和で表せる9番目の数である。1つ前は133、次は189。(オンライン整数列大辞典の数列 A024670)
  - n = 3 のときの 3n + 5n の値とみたとき1つ前は34、次は706。(オンライン整数列大辞典の数列 A074606)
  - 152 = 33 + 53 = (−4)3 + 63
    - 2つの立方数の和2通りで表せる2番目の数である。1つ前は91、次は189。(オンライン整数列大辞典の数列 A051347)

  - 152 = (−1)3 + 13 + 33 + 53
    - 4連続奇数の立方和で表せる数である。1つ前は0、次は496。
- 偶数において、φ(n) = 152 を満たす自然数 n が存在しない。φ(n) = m を満たす自然数 n が存在しない m は、偶数では21番目であり、ノントーシェントという。1つ前は146、次は154。また、8の倍数では最小である。
- 約数の和が152になる数は2個ある。(111, 151) 約数の和2個で表せる17番目の数である。1つ前は140、次は156。
- 各位の和が8になる15番目の数である。1つ前は143、次は161。
- 各位の積が10になる4番目の数である。1つ前は125、次は215。(オンライン整数列大辞典の数列 A199990)
- 2つの素数の和4通りで表せる最大の数である。1つ前は122。(オンライン整数列大辞典の数列 A067190)
152 = 3 + 149 = 13 + 139 = 43 + 109 = 73 + 79
- 152 = 22 + 22 + 122 = 42 + 62 + 102
  - 3つの平方数の和2通りで表せる34番目の数である。1つ前は147、次は154。(オンライン整数列大辞典の数列 A025322)
  - 152 = 42 + 62 + 102
    - 異なる3つの平方数の和1通りで表せる47番目の数である。1つ前は147、次は153。(オンライン整数列大辞典の数列 A025339)
- 152 = 19 × 23
  - n = 3 のときの 19 × 2n の値とみたとき1つ前は76、次は304。(オンライン整数列大辞典の数列 A110288)
  - p3 × q の形で表せる9番目の数である。1つ前は136、次は184。(オンライン整数列大辞典の数列 A065036)
  - 152 = 8 × 19
    - n = 8 のときの n と prime(n) との積とみたとき1つ前は119、次は207。(オンライン整数列大辞典の数列 A033286)

## その他 152 に関連すること
- 西暦152年
- 紀元前152年
- 第152代ローマ教皇はレオ9世（在位：1049年2月12日～1054年4月19日）である。
- 年始から数えて152日目は6月1日、閏年は5月31日。
- 152 × 10−2 = 1.52 は {\displaystyle {\sqrt[{e}]{\pi }}} の近似値である。(オンライン整数列大辞典の数列 A205294)
  - 1.52 は π − φ の近似値である。(ただしφは黄金数)(オンライン整数列大辞典の数列 A237200)